# دژوفوداغ
دژوفوداغ (به لاتین: Dzhufudag) یک کوه در روسیه است که در شهرستان آگولسکی واقع شده‌است. دژوفوداغ ۳٬۰۱۵ متر بالاتر از سطح دریا واقع شده‌است.